# Maintenance technique
Dans le cadre de la sous-traitance des installations d’une entreprise (en anglais facility management), la maintenance technique est la gestion technique des équipements et installations du bâtiment : chauffage, ventilation, climatisation, électricité, plomberie, ascenseur, etc.
Le sous-traitant (en anglais facility manager) qui assure ces prestations doit garantir la gestion, l'entretien et l'optimisation du fonctionnement des installations.
Cette mission s'articule notamment autour des domaines suivants :
- la maintenance préventive : planification des opérations de maintenance, des rondes techniques et des relevés de compteurs.
- la maintenance corrective : rétablissement rapide du fonctionnement d'un équipement défaillant.